# La French Tech Rennes Saint-Malo
Komilfo est un voilier trimaran conçu pour la course au large, il fait partie de la classe Ocean Fifty.
Il porte les couleurs de Prince de Bretagne de 2009 à 2012, de Rennes Métropole/Saint-Malo Agglomération (puis La French Tech Rennes Saint-Malo) de 2013 à 2018 et celles de Komilfo depuis 2022.

## Historique

### Prince de Bretagne
Le multicoque est mis à l'eau septembre 2009 sous les couleurs Prince de Bretagne, son skipper est alors Hervé Cléris,. Il est baptisé le 19 septembre 2009 à Morlaix.
Pour sa première course, le trimaran participe au Trophée des Multicoques, course qu'il termine à la cinquième place,.
Le 21 octobre 2009, au cours d'une séance d'entraînement en mer d'Iroise ayant notamment pour but de réaliser des photos pour la Transat Jacques Vabre à venir, le flotteur tribord du voilier se désolidarise et ne reste lié à la coque centrale que par le trampoline. Le multicoque est secouru puis tracté jusqu'à Camaret par la SNSM,,.
En mars 2010, Lionel Lemonchois devient le skipper du trimaran avec pour premier objectif la Route du Rhum. Le voilier est remis à l'eau après un chantier de réparation et d'amélioration le 7 août 2010.
De nouveau victime de problèmes techniques, le voilier ne participe qu'à une seule manche du Trophée de Fécamp et termine de ce fait à la neuvième place de la course,.
En novembre 2010, le trimaran remporte la Route du Rhum dans la catégorie Multi 50 magré une avarie en début de course,,. Le multicoque passe à l'issue par la case chantier et reçoit notamment de nouveaux safrans.
Au cours de l'édition 2011 de l'Armen Race, le voilier est victime d'une avarie électrique contraignant son équipage à l'abandon. Quelques jours plus tard, le multicoque remporte le Record SNSM, puis le Tour de l'Île de Wight.
Pour la Transat Jacques Vabre, Lionel Lemonchois prend le départ aux côtés de Matthieu Souben. Le duo est contraint à l'abandon au niveau du Cap Finisterre à la suite d'une avarie,.

### Rennes Métropole/Saint-Malo Agglomérationpuis (La French Tech Rennes Saint-Malo)
En 2012, Gilles Lamiré rachète le trimaran qui prend alors des couleurs de Rennes Métropole/Saint-Malo Agglomération,, avec pour objectif une victoire sur la Route du Rhum.
Pour sa première Transat Jacques Vabre avec le multicoque, le skipper breton prend le départ aux côtés d'Andrea Mura. Le duo arrive à la troisième place à Itajaí,.
Quelques mois plus tard, en mai 2014, le voilier remporte la seconde place du Grand Prix de Douarnenez.
Le 15 novembre 2014, le trimaran skippé par le navigateur breton et routé par Karine Fauconnier décroche la troisième place de la Route du Rhum à Pointe-à-Pitre,.
En 2015, le multicoque change légèrement de nom en devenant La French Tech Rennes Saint-Malo,. Pour sa première course sous ce nom, le voilier skippé par Gilles Lamiré et Yvan Bourgnon, prend le départ de la Transat Jacques Vabre. Après trois jours de course, le trimaran rentre en collision avec un conteneur abandonné en mer. Face aux dégâts subis sur les deux flotteurs du voilier, l'équipage est contraint à l'abandon et prend le direction de La Trinité-sur-Mer,.
L'année suivante, le trimaran remporte la Transat anglaise et améliore par la même occasion le temps de référence pour les Multi 50 tenu depuis 2004 par Trilogic skippé par Eric Bruneel,. Quelque semaines plus tard, le voilier franchit la ligne d'arrivée de la Transat Québec-Saint-Malo à la troisième place seulement cinq minutes après Ciela Village (deuxième) et deux heures après Arkema (vainqueur).
Pour l'édition 2017 de la Transat Jacques Vabre, le multicoque skippé par Gilles Lamiré et Thierry Duprey du Vorsent,, arrive à la quatrième place à Salvador de Bahia.
Lors du Grand Prix Vladys, le multicoque est percuté par Ciela Village, il est réparé le soir même par les équipes des deux trimarans.
En novembre 2018, le trimaran arrive au pied du podium de la Route du Rhum en arrivant à la quatrième place en Guadeloupe,. Il est le seul Multi 50 de l'édition à ne pas posséder de foils.

### Komilfo
En mai 2021, Éric Péron annonce le rachat du trimaran avec pour objectif la Route du Rhum à venir. Une petite partie du budget est alors assurée par le French Touch Ocean Club, mais le skipper reste à la recherche d'un partenaire titre,.
Le multicoque reçoit alors de nombreuses modifications parmi lesquelles figurent des foils ou encore un nouveau cockpit,.
En mars 2022, le skipper breton annonce l'arrivée de Komilfo comme partenaire principal,.
Pour sa première course sous ses nouvelles couleurs, le trimaran arrive deuxième des 1000 milles des Sables, course qui permet également de le qualifier pour la Route du Rhum.

## Palmarès

### 2009-2012:Prince de Bretagne
- 2009:

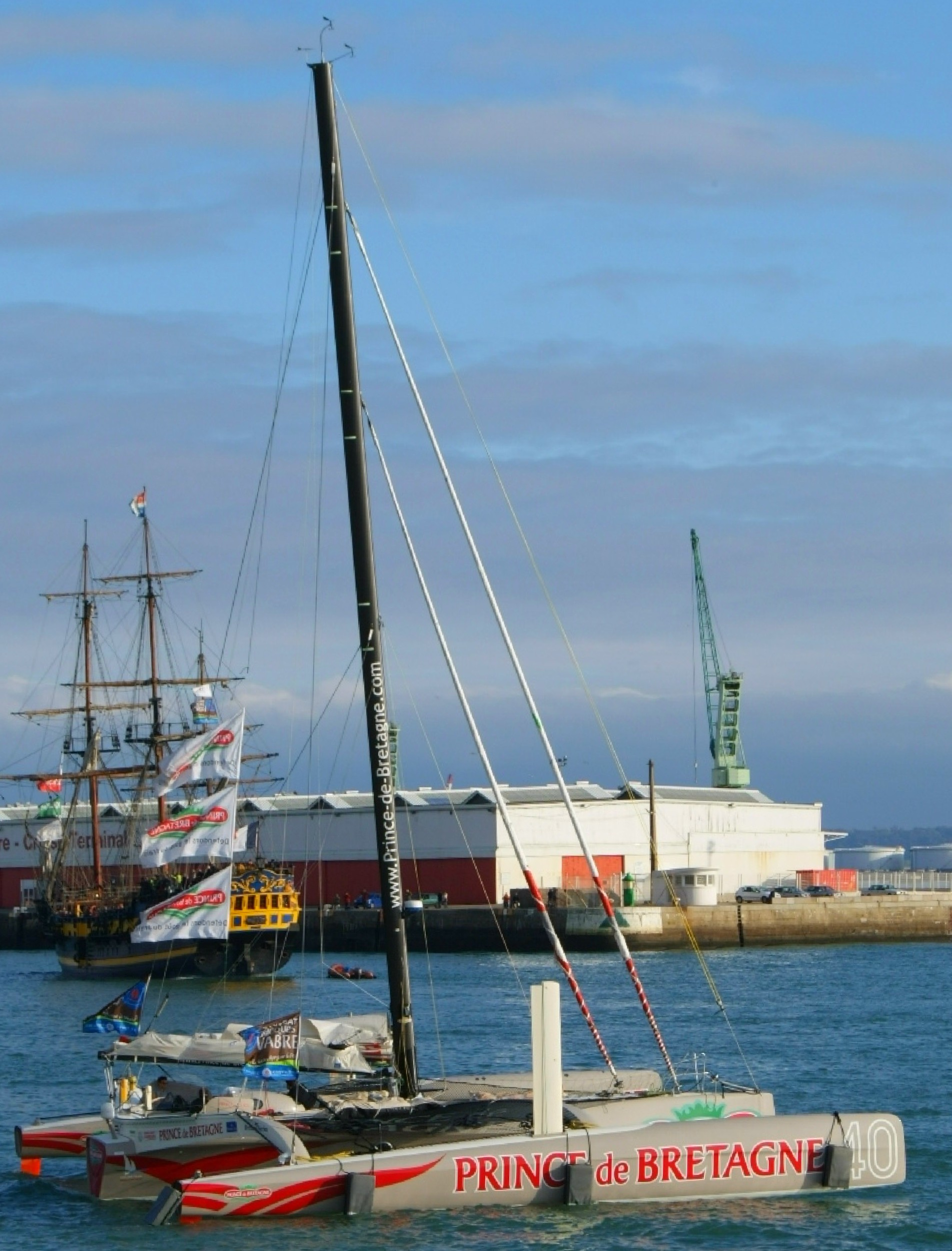
Prince de Bretagne après le Prologue de la Transat Jacques Vabre 2011

  - 5e du Trophée des multicoques
- 2010:
  - 9e du Trophée du Port de Fécamp
  - 1er de la Route du Rhum
- 2011:
  - 2e du Tour de Belle Ile[53]
  - 1er du Record SNSM
  - 4e du Trophée du Port de Fécamp[54]
  - 1er du Tour de l'Île de Wight
- 2012:
  - 4e du Trophée Prince de Bretagne Côtes d’Armor[55]
  - 4e du Trophée du Port de Fécamp[56]

### 2013-2018:Rennes Métropole/Saint-Malo Agglomérationpuis (La French Tech Rennes Saint-Malo)
- 2013:

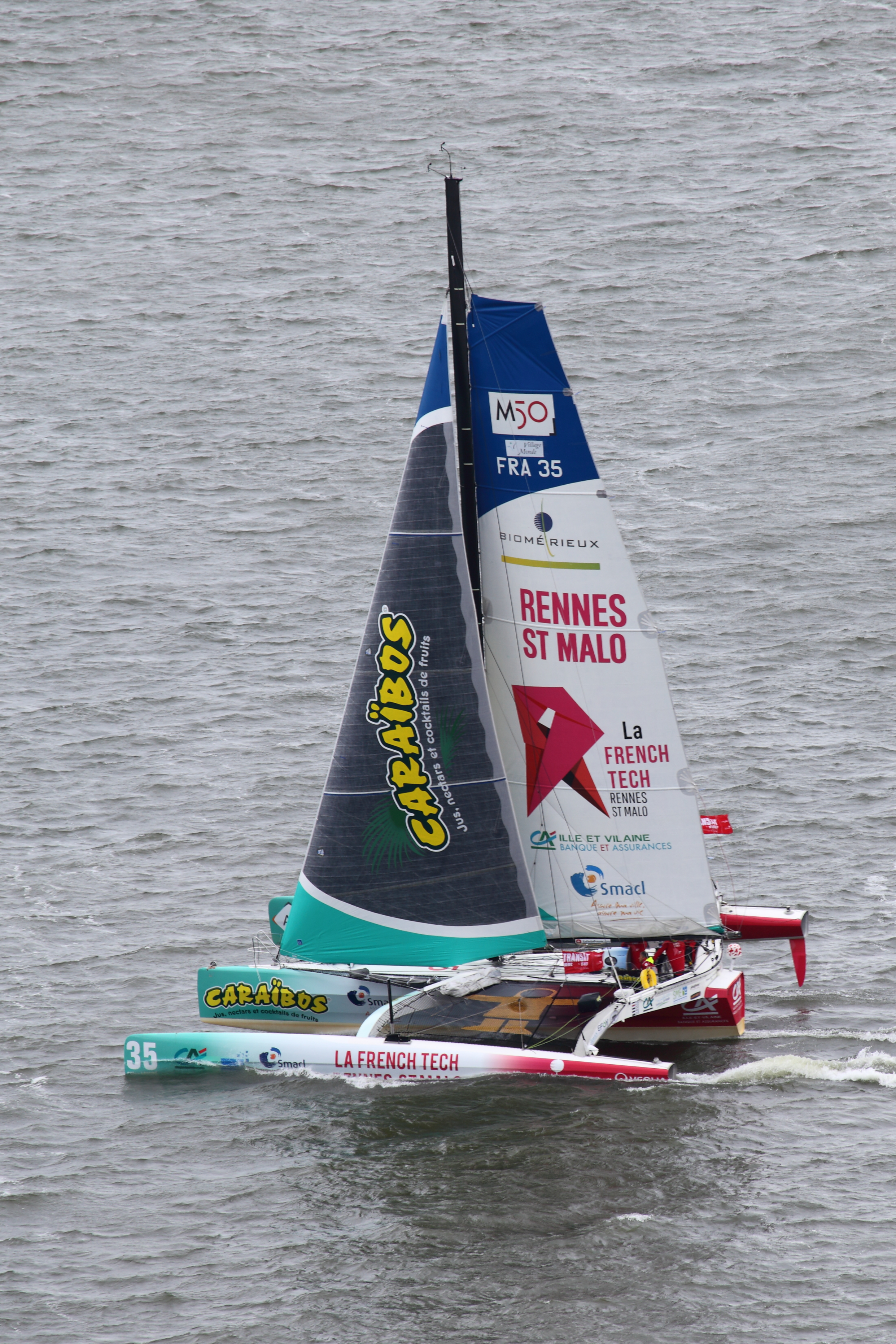
La French Tech Rennes Saint-Malo au départ de la Transat Québec-Saint-Malo.

  - 5e du Trophée Prince de Bretagne - Côtes d'Armor[57]
  - 5e du Trophée du Port de Fécamp[58]
  - 3e de la Transat Jacques Vabre
- 2014:
  - 2e du Grand Prix de Douarnenez
  - 3e de la Route du Rhum
- 2015:
  - 3e du Grand Prix de Las Palmas Gran Canaria[59]
- 2016:
  - 1er de la Transat anglaise
  - 3e de Québec-Saint-Malo[60]
- 2017:
  - 4e de la Transat Jacques Vabre
- 2018:
  - 4e des Voiles de Saint-Barth[61]
  - 6e du Grand Prix Valdys[62]
  - 4e de la Route du Rhum

### Depuis 2022:Komilfo
- 2022:
  - 2e des 1000 milles des Sables

## Galerie

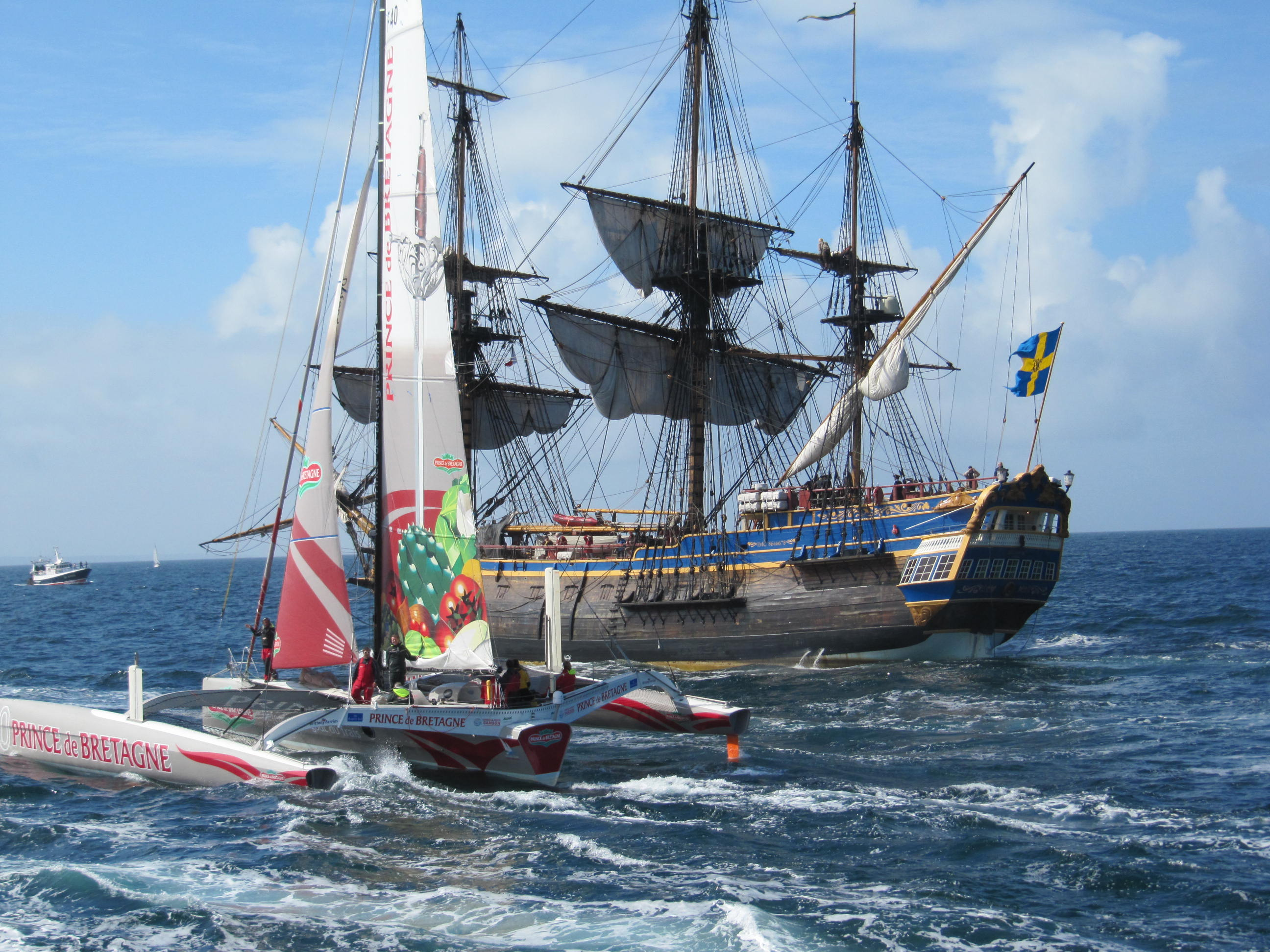
Le voilier aux couleurs de Prince de Bretagne aux côtés du Götheborg lors des Tonnerres de Brest en 2012.
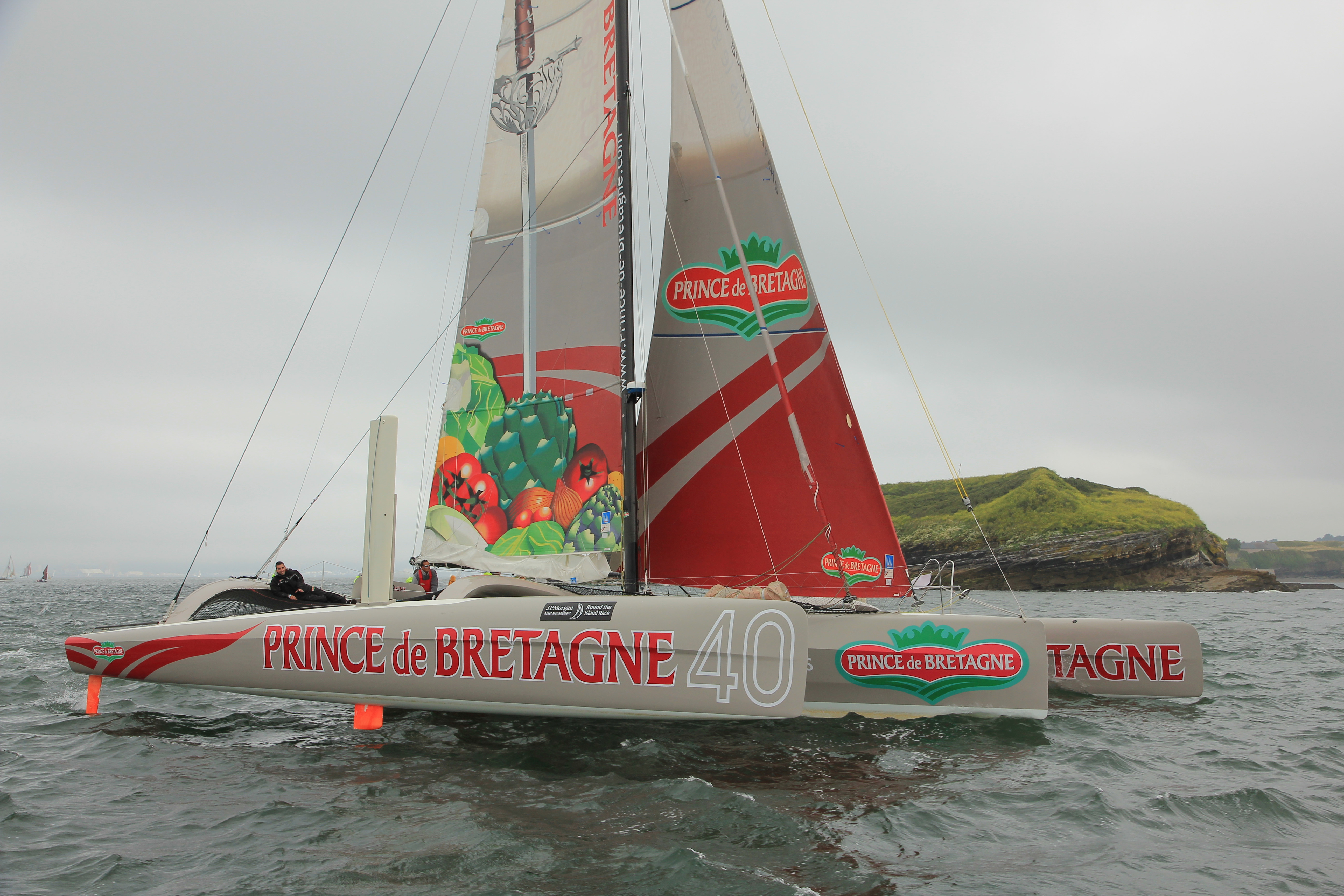
Le multicoque de passage près de l'Île Ronde dans le rade de Brest en 2012.
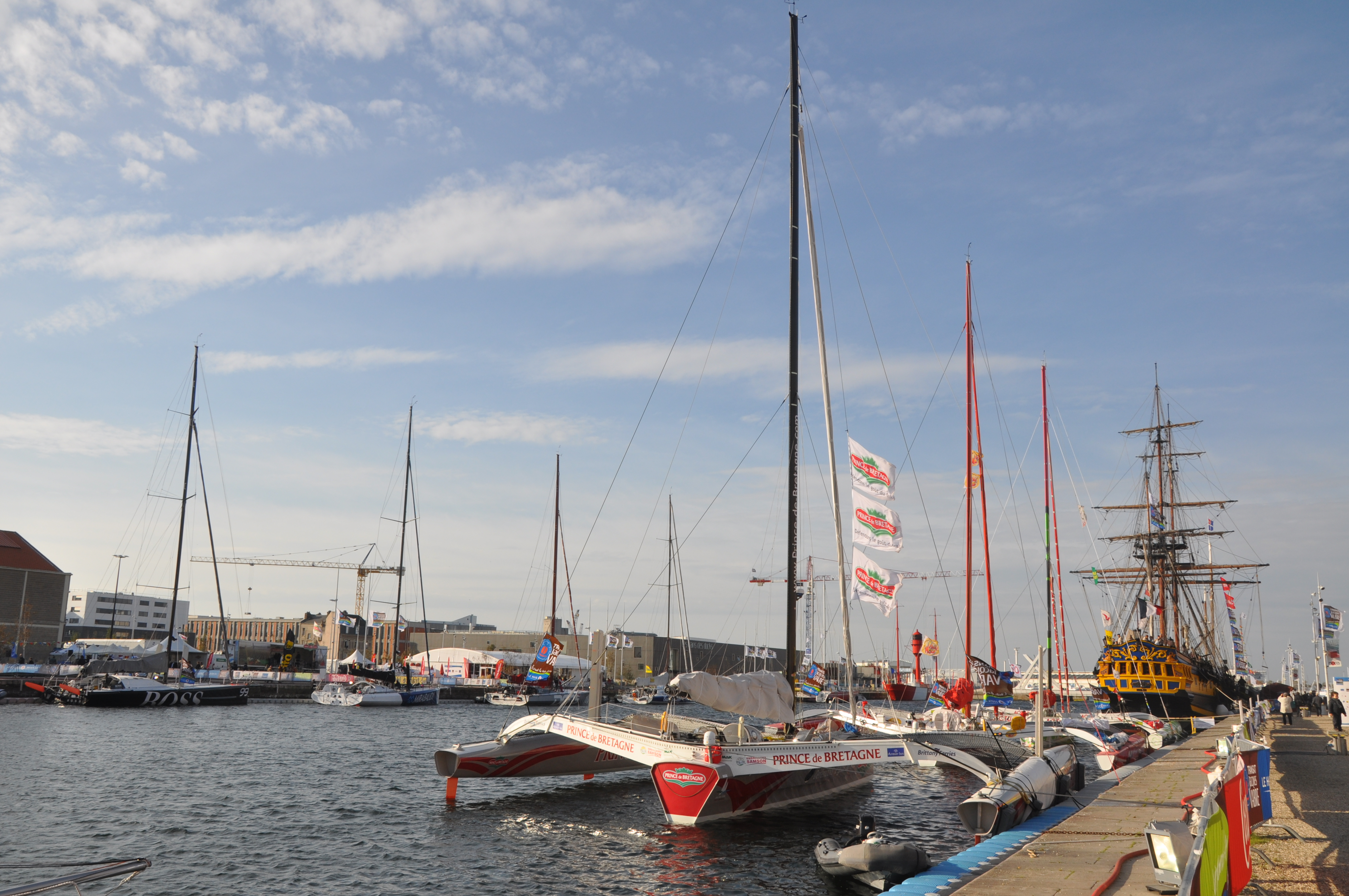
Prince de Bretagne dans le bassin Paul Vatine du Havre lors de la Transat Jacques Vabre 2011.
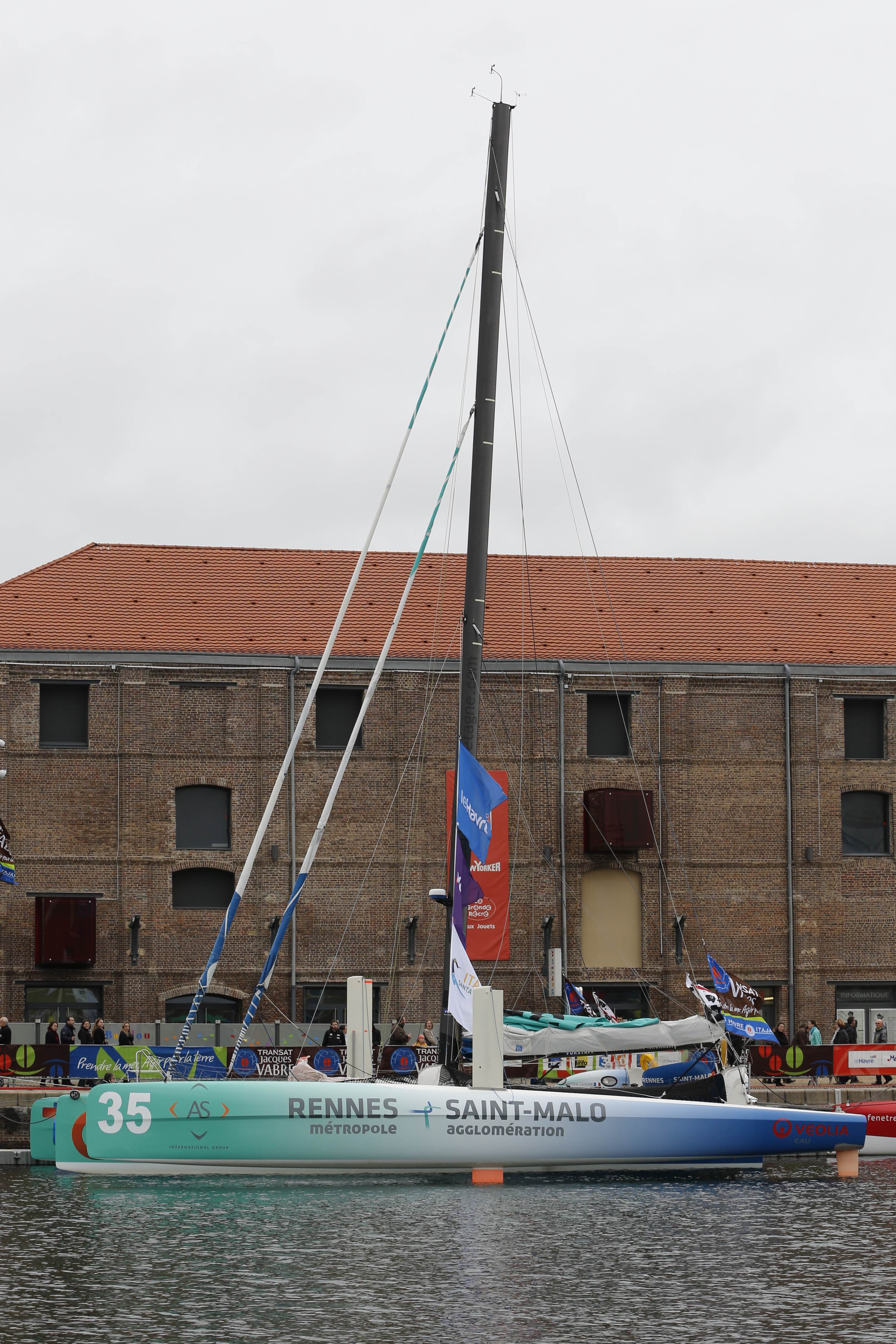
Rennes Métropole - Saint Malo à quai devant les docks du Havre lors de la Transat Jacques Vabre 2013.
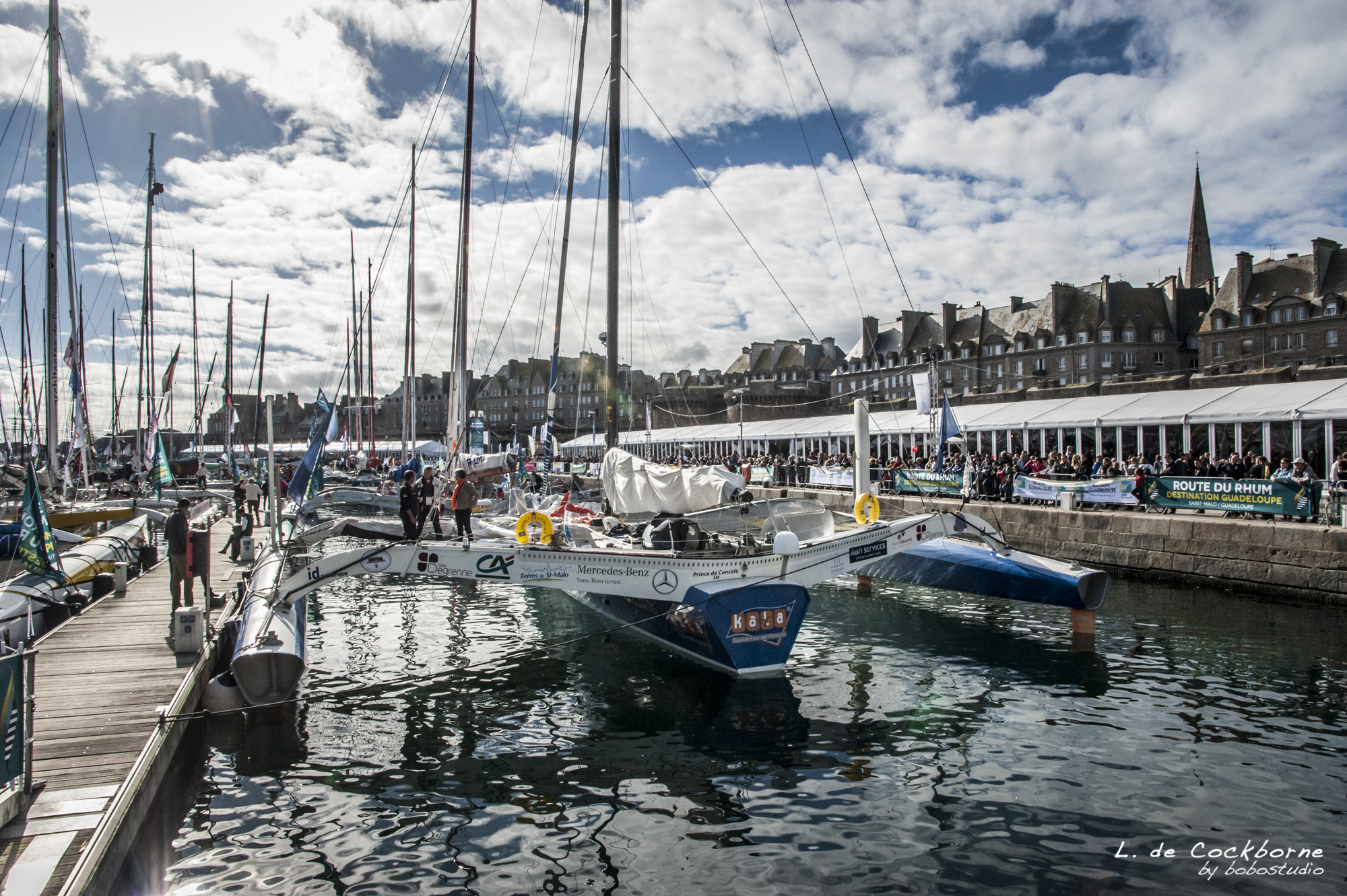
Rennes Métropole - Saint-Malo Agglomération dans le port de Saint-Malo avant le départ de la Route du Rhum 2014.
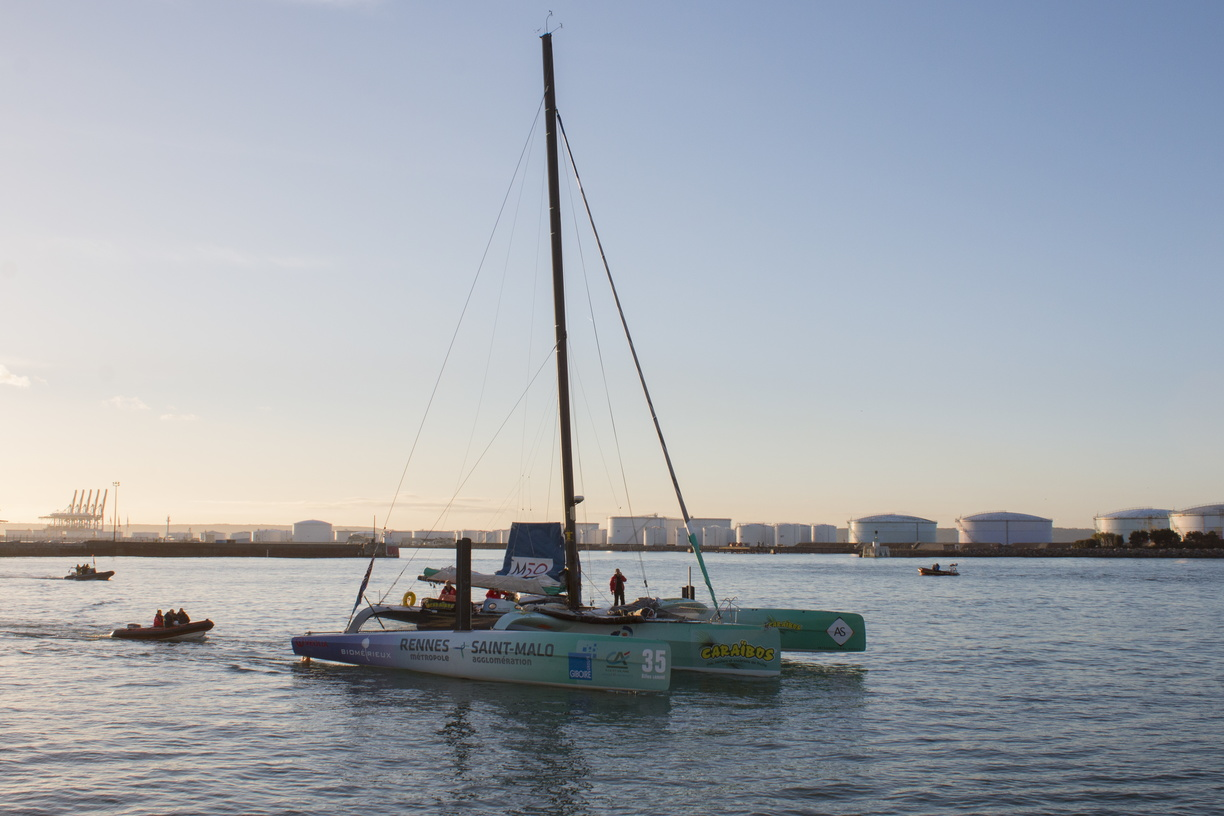
Le trimaran quitte le port du Havre pour prendre le départ de la Transat Jacques Vabre 2015.